# Скуби-Ду: Призрачният каубой
„Скуби-Ду: Призрачният каубой“ (на английски: Scooby-Doo! Shaggy's Showdown) е директно издаден на DVD анимационен филм от 2017 г., и е двадесет и осмият филм от издадените директно като видео поредица от филми на „Скуби-Ду“. Продуциран от Warner Bros. Animation, филмът е пуснат дигитално на 31 януари 2017 г. и на DVD от 14 февруари 2017 г.

## Озвучаващ състав
- Франк Уелкър – Скуби-Ду и Фред Джоунс
- Матю Лилард – Шаги Роджърс
- Грей Грифин – Дафни Блейк
- Кейт Микучи – Велма Динкли
- Карлос Алазраки – Лари
- Макс Чарлс – Бъди Джи
- Гари Коул – Рейф
- Джесика Дичико – Десдемона Гъндърсън
- Таня Гунади – Карол
- Ерик Ладин – Кайл
- Нолан Норт – Дейвид и Дейв
- Стивън Тоболовски – Анди Гъндърсън
- Лорън Том – Шарън
- Мелиса Веласиньор – Тауни Роджърс
- Кари Уолгрън – Мидж Гъндърсън
- Гари Антъни Уилямс – Готвач
- Джон Шуаб – Джак Роджърс

## В България
В България филмът е излъчен за първи път на 7 януари 2021 г. по „Би Ти Ви Комеди“, а след това се излъчва по „Картун Нетуърк“ през декември 2021 г., преведен като „Скуби-Ду: Изпитанието на Шаги“.
През 2022 г. е достъпен в стрийминг платформата „Ейч Би О Макс“.